# Daljinsko izvidništvo
Daljinsko izvidništvo je oblika izvidništva, pri katerem se izvidniške vojaške enote podajo daleč v sovražnikovo zaledje oz. daleč stran od lastnih sil z namenom opazovanja in poročanja o premikih in moči sovražnikovih sil v zanj relativno varnem področju.